# Bonnevaux, Haute-Savoie
Bonnevaux là một xã trong tỉnh Haute-Savoie thuộc vùng Auvergne-Rhône-Alpes đông nam Pháp.